# Câu lạc bộ bóng đá trong nhà Thái Sơn Nam
Câu lạc bộ futsal Thái Sơn Nam–Thành phố Hồ Chí Minh là đội bóng futsal đang thi đấu tại Giải vô địch bóng đá trong nhà Việt Nam.
Thái Sơn Nam là một đội futsal mạnh ở Việt Nam, những năm gần đây đội cũng có thành tích tốt tại giải Giải bóng đá trong nhà các câu lạc bộ châu Á.

## Danh hiệu

### Giải
- Giải vô địch quốc gia
  - Vô địch (12): 2008, 2009, 2012, 2013, 2014, 2016, 2017, 2018, 2019, 2020, 2021, 2023
  - Á quân (3): 2007, 2011, 2022
  - Hạng 3 (2): 2010, 2015

### Cúp
- Cúp quốc gia
  - Vô địch (3): 2016, 2017, 2018, 2020, 2023
  - Á quân (1): 2022
  - Hạng ba (1): 2015
- Cúp bóng đá trong nhà Thành phố Hồ Chí Minh
  - Vô địch (1): 2015

### Châu lục
- Giải vô địch bóng đá trong nhà các câu lạc bộ châu Á
  - Á quân (1): 2018
  - Hạng ba (3): 2015,[2] 2017, 2019

## Đội hình hiện tại
Tính đến 18 tháng 3 năm 2023
Ghi chú: Quốc kỳ chỉ đội tuyển quốc gia được xác định rõ trong điều lệ tư cách FIFA. Các cầu thủ có thể giữ hơn một quốc tịch ngoài FIFA.
| Số | VT | Quốc gia | Cầu thủ                |
| -- | -- | -------- | ---------------------- |
| 1  | TM | Việt Nam | Hồ Văn Ý               |
| 2  | TM | Việt Nam | Châu Thạch Khánh Cường |
| 3  | TV | Việt Nam | Trần Tuyên             |
| 4  | TV | Việt Nam | Châu Đoàn Phát         |
| 5  | HV | Việt Nam | Nguyễn Mạnh Dũng       |
| 6  | HV | Việt Nam | Nguyễn Chí Trí         |
| 7  | TV | Việt Nam | Nguyễn Anh Duy         |
| 8  | TĐ | Việt Nam | Nguyễn Minh Trí        |
| 9  | TV | Việt Nam | Trần Thái Huy          |
| 10 | HV | Việt Nam | Dương Ngọc Linh        |
| 13 | HV | Việt Nam | Nhan Gia Hưng          |
| 15 | TĐ | Việt Nam | Nguyễn Đức Tùng        |
| 16 | HV | Việt Nam | Phạm Đức Hòa           |
| 17 | TV | Việt Nam | Lý Đăng Hưng           |
| 19 | TĐ | Việt Nam | Nguyễn Văn Cố Phát Cổn |
| 20 | TĐ | Việt Nam | Nguyễn Thịnh Phát      |
| 21 | HV | Việt Nam | Nguyễn Huỳnh Thanh Huy |
| 22 | TM | Việt Nam | Phạm Huỳnh Minh Thắng  |
| 24 | TM | Việt Nam | Bùi Cao Nguyên Đạt     |
| 25 | TV | Việt Nam | Ksor Y Huy             |

## Ban lãnh đạo và Ban huấn luyện
| Vị trí                  | Họ tên                   |
| ----------------------- | ------------------------ |
| Chủ tịch                | Trần Anh Tú              |
| Phó chủ tịch            | Trần Long Vũ             |
| Giám đốc điều hành      | Trần Quốc Khánh          |
| Phó Giám đốc điều hành  | Nguyễn Bảo Trung         |
| Giám đốc kỹ thuật       | Ngô Lê Bằng              |
| Huấn luyện viên trưởng  | Nicolas Gustavo Gulilzia |
| Trợ lý huấn luyện viên  | Nguyễn Trọng Thiện       |
| Trợ lý huấn luyện viên  | Trần Anh Vũ              |
| Trợ lý huấn luyện viên  | Huỳnh Tấn Quốc           |
| Huấn luyện viên thủ môn | Antonio Garcia Jimenez   |
| Cán bộ kỹ thuật         | Nguyễn Thanh Nguyên      |
| Bác sỹ                  | Nguyễn Văn Nu            |